# Infernal Overkill
Infernal Overkill (с англ. — «Адский беспредел») — дебютный студийный альбом немецкой трэш-метал-группы Destruction, выпущенный 24 мая 1985 года в Европе на лейбле Steamhammer. В США альбом вышел в том же году и распространялся лейблами Metal Blade Records и Enigma Records.
По сравнению с вышедшим годом ранее мини-альбомом Sentence of Death пластинка демонстрирует более тяжёлое звучание группы и заметно улучшившееся качество записи. По словам фронтмена Марселя «Шмира» Ширмера, среди фанатов Destruction это один из самых любимых альбомов, а сама группа продолжает исполнять большинство песен с Infernal Overkill на своих выступлениях.

## Отзывы критиков
Infernal Overkill считается классикой трэш-метала, повлиявшей на последующее развитие экстремального метала. Доминик Роте в ретроспективном обзоре для сайта Metal.de оценил альбом на 9 баллов из 10, отметив скорость и агрессию музыки, а также разнобразие песен, отдельно выделяя инструментальный трек «Thrash Attack», что в то время было необычно для трэш-метала. Так как альбом вышел раньше дебютов своих соотечественников Kreator и Sodom, то, по мнению Роте, именно Infernal Overkill заложил фундамент так называемого «тевтонского трэш-метала».
Канадский журналист Мартин Попофф поместил пластинку на 263 позицию в своей книге «Топ-500 лучших метал-альбомов всех времён». Издания Kerrang! и Loudwire включили Infernal Overkill в списки величайших трэш-метал работ в истории. Согласно рейтингу читателей сайта Metal Storm, дебют Destruction входит в двадцатку лучших альбомов 1985 года.

## Список композиций
Слова и музыка всех песен — Destruction.
| №                   | Название                           | Длительность |
| ------------------- | ---------------------------------- | ------------ |
| 1.                  | «Invincible Force»                 | 4:20         |
| 2.                  | «Death Trap»                       | 5:49         |
| 3.                  | «The Ritual»                       | 5:11         |
| 4.                  | «Tormentor»                        | 5:06         |
| 5.                  | «Bestial Invasion»                 | 4:36         |
| 6.                  | «Thrash Attack» (инструментальная) | 2:56         |
| 7.                  | «Antichrist»                       | 3:44         |
| 8.                  | «Black Death»                      | 7:39         |
| Общая длительность: | Общая длительность:                | 39:21        |

## Участники записи
Destruction
- Марсель Ширмер — вокал, бас-гитара
- Майк Зифрингер — гитара
- Томми Зандманн — ударные

Производственный персонал
- Хорст «The Crazy Frog» Мюллер — звукоинженер
- Удо Линке — обложка
- Йоахим Петерс — фотографии